# Lagopus muta macruros
Lagopus muta macruros es una subespecie del Lagopus muta, especie de la familia Tetraonidae en el orden de los Galliformes.

## Distribución geográfica
Se encuentra en el noreste de Groenlandia.